# My Country, 'Tis of Thee
マイ・カントリー・ティズ・オブ・ディー(My Country, 'Tis of Thee)、別名 アメリカ（America） は、サミュエル・フランシス・スミスの作詞によるアメリカ合衆国の愛国歌の一つである。旋律は、英国の国歌『国王陛下万歳』(トマス・アーン編曲のもの)と同一である。『星条旗』が採用されるまでは、事実上のアメリカ合衆国国歌であった。

## 歴史
1831年、マサチューセッツ州アンドーヴァーのAndover Theological Seminary の学生であった サミュエル・フランシス・スミスがこの詞を書いた。
友人であるローウェル・メーソンからドイツ語歌集の訳詞を依頼されたサミュエル・フランシス・スミスは、ムツィオ・クレメンティの交響曲第3番の旋律に着想し、愛国的讃歌としてこの詞の制作に入った。歌詞は概ね30分で書き上げられた。歌詞を受け取ったメーソンは、1831年の7月4日にボストンのパークストリート教会で行われた独立記念日の祝賀会で歌詞を披露し、これが初演となった。その翌年の1832年には、歌詞と楽譜が一般向けに出版された。

## 歌詞
| 1 My country, 'tis of thee, Sweet land of liberty, Of thee I sing; Land where my fathers died, Land of the pilgrims' pride, From every mountainside Let freedom ring! 2 My native country, thee, Land of the noble free, Thy name I love; I love thy rocks and rills, Thy woods and templed hills; My heart with rapture thrills, Like that above. 3 Let music swell the breeze, And ring from all the trees Sweet freedom's song; Let mortal tongues awake; Let all that breathe partake; Let rocks their silence break, The sound prolong. 4 Our fathers' God to Thee, Author of liberty, To Thee we sing. Long may our land be bright, With freedom's holy light, Protect us by Thy might, Great God our King. | 1 私の国、これはあなたについてだけど 清らかな自由の地、 私は歌う、あなたのことを 私の祖先の眠る地で、 巡礼始祖の誇りの地で、 すべての山々から 自由を響かせよ！ 2 あなたは私の祖国 崇高な自由民の地、 あなたの高名を私は愛し この地の岩もせせらぎも この地の森も壮麗の丘も この心は歓喜に震えて、 これらを私は愛します。 3 音楽がそよぐ風を膨らませ 全ての木々から響かせよう まろやかな自由の歌を 皆で声を出して 息を合わせて 岩々の沈黙をやぶり その音を果てしなく 4 祖先の神であるあなたへ 自由の創造者へ 私たちはあなたへと歌う 長くこの地が輝き続けますように 聖なる自由の光と共に あなたの力で私達をお護り下さい 偉大な神、我々の王 |
| (Washington's Centennial時の加筆) 5 Our joyful hearts today, Their grateful tribute pay, Happy and free, After our toils and fears, After our blood and tears, Strong with our hundred years, O God, to Thee. | 5 今日の喜びに満ちた私たちの心、 その大いなる感謝は、 喜び自由をもたらし、 苦難と恐怖の後でも、 そして血と涙の後でも、 私たちの百年の強さで報います 神よ、あなたへ |
| ヘンリー・ヴァン・ダイクによる加筆、替え歌 6 We love thine inland seas, Thy groves and giant trees, Thy rolling plains; Thy rivers' mighty sweep, Thy mystic canyons deep, Thy mountains wild and steep,-- All thy domains. 7 Thy silver Eastern strands, Thy Golden Gate that stands Fronting the West; Thy flowery Southland fair, Thy North's sweet, crystal air: O Land beyond compare, We love thee best! | 6 私たちは愛する、あなたの五大湖を 森林と大木を 緩やかな草原を 渓谷の激流を 峡谷の深淵を 荒涼で急峻な山々と、そして ― あなたの持つ全てを 7 東には銀の岸辺 そびえる金門海峡は 西を向き、 南は花の明るさ 北部の空気は甘く清く澄み 比べることなど出来やしない 私はあなたを最も愛する！ |

## 演奏例・引用例

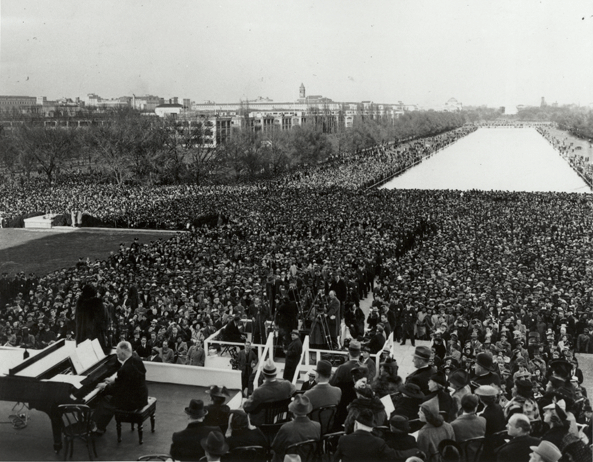
1939年、リンカーン記念堂で歌唱するマリアン・アンダーソン

- 1939年、マリアン・アンダーソンによりリンカーン記念堂で演奏された。
- キング牧師は、演説「I Have a Dream」でこの歌詞の一節を引用した。
- ケーリー・グラントとJim Huttonは1966年の映画『歩け走るな!』でこの曲の1番を歌った。また、グラントとサマンサ・エッガーは「女王陛下万歳」を歌った。
- 1977年の映画『合衆国最後の日』ではビリー・プレストンがこの曲を歌い、主題歌として使われた。
- 2001年9月19日、同時多発テロ直後のザ・トゥナイト・ショー・ウィズ・ジェイ・レノの放送でクロスビー、スティルス、ナッシュ&ヤングにより演奏された[5]。
- 2009年1月20日、アレサ・フランクリンが2009年バラク・オバマ大統領就任式で歌唱した。
- 2013年1月21日、ケリー・クラークソンが2013年バラク・オバマ大統領就任式で歌唱した。
- 2001年、ドアーズは「L.A. Woman」(2001年)と「The Very Best of the Doors」(2007年)にギターでの演奏を収録した。
- マドンナとスティーヴン・クラインは、『Secret Project Video』でこの曲の一部を歌った[6]。

## 同一の旋律が使用されている曲
- 国王陛下万歳 - イギリスの国歌。
- 皇帝陛下万歳 − ドイツ帝国で1871年から1918年にかけて使用された国歌。
- 国王の歌 − ノルウェーの王室歌。
- 若きライン川上流に - リヒテンシュタインの国歌。
- ロシア人の祈り - ロシア帝国で1816年から1833年にかけて使用された国歌。
- Rufst du, mein Vaterland - スイスで1850年から1961年にかけて使用された国歌。